# 鄧光祚
鄧光祚（？—1607年），字日昌，號心虞，廣東韶州府曲江县人。明朝政治人物、進士出身。

## 生平
嘉靖庚申（1560年）六月二十九日生。萬曆七年（1579年）己卯科廣東鄉試第四十六名舉人，十七年（1589年）登己丑科進士，工部觀政，十八年六月授当涂县知县，有惠政，去任日士民立生祠祭祀。二十三年行取礼部精膳司主事，册封周藩，二十六年升员外郎，本年调吏部稽勲司员外，調文选司，二十八年升文选司郎中，本年調验封司，二十九年調考功司，本年調文选司。一日朝參侍班，黄门柱史欲越其上，光祚执笏毅然曰：吏部九卿之长，部郎科道之先。竟不可夺。适同僚有以墨败者，憾不为援，因搆之，怡然自若。掌铨事竣，当晋京卿。光祚曰：士贵知止。萬曆三十年（1602年）遂引疾归，三十三年京察，三十五年卒。歴官十五年，遗俸仅四十金，闻者莫不歎其贞介。

## 家族
曾祖鄧綸。祖父鄧九思。父鄧镇，廪生。